# Список городов и общин Пожегско-Славонской жупании
Пожегско-Славонская жупания включает в себя 5 городов и 5 общин, а общее количество её населённых пунктов составляет 277 наименований. С 1993 года её административным центром служит город Пожега, являясь также крупнейшей административной единицей жупании по численности населения.
Города и общины Хорватии сформировались в своём нынешнем виде в 1992 году в ходе изменения административного-территориального устройства страны, когда были разделены существовавшие тогда более крупные общины. Они представляют собой административно-территориальные единицы второго уровня (после жупаний).
Статус города в Хорватии получают населённые пункты, в которых проживает более 10 000 человек, либо имеющие историческое, экономическое или географическое значение. Помимо территории собственно города в образуемую им административно-территориальную единицу город (хорв. grad) входят прилежащие поселения, составляющие с ним единую социальную, экономическую и историческую общность. Хорватское законодательство определяет общины (хорв. općina) как местные органы самоуправления, которые создаются в районе, где несколько населённых пунктов представляют собой природное, экономическое и социальное образование, связанное общими интересами населения этого района.
В данном списке представлены города и общины Пожегско-Славонской жупании, их названия на хорватском языке, их площадь и население (по данным переписей 2001 и 2011 годов), географические координаты их административных центров, этнический состав (указаны народы, составляющие больше 1 % от населения общины), списки населённых пунктов по городам и общинам.

## Города
| Название                    | Изображение | Площадь (км²) | Население (по годам переписи) | Население (по годам переписи) | Координаты                      | Этн. состав                                                                        | Населённые пункты (с численностью населения) | Карта | Прим.         |
| Название                    | Изображение | Площадь (км²) | 2001                          | 2011                          | Координаты                      | Этн. состав                                                                        | Населённые пункты (с численностью населения) | Карта | Прим.         |
| --------------------------- | ----------- | ------------- | ----------------------------- | ----------------------------- | ------------------------------- | ---------------------------------------------------------------------------------- | --- | ----- | ------------- |
| Кутьево хорв. Kutjevo       |             | 173,61        | 7472                          | 6247                          | 45°25′42″ с. ш. 17°53′05″ в. д. | хорваты — 95,12 % сербы — 2,67 % чехи — 1,17 %                                     | Список (17) - Бектеж — 388 - Бьелишевац — 112 - Вене — 98 - Ветово — 988 - Грабарье — 490 - Градиште — 152 - Кула — 331 - Кутьево — 2440 - Лукач — 150 - Митровац — 133 - Овчаре — 123 - Пореч — 119 - Томиновац — 164 - Феровац — 103 - Хрневац — 174 - Цигленик — 143 - Шумановци — 139 |       | [ 11 ] [ 12 ] |
| Липик хорв. Lipik           |             | 208,63        | 6674                          | 6170                          | 45°24′54″ с. ш. 17°09′40″ в. д. | хорваты — 75,48 % сербы — 13,94 % чехи — 2,93 % итальянцы — 2,85 % венгры — 1,12 % | Список (26) - Антуновац — 363 - Брезине — 221 - Брекинска — 126 - Буковчани — 17 - Буявица — 33 - Бьелановац — 12 - Гай — 324 - Горни-Чаглич — 19 - Добровац — 358 - Дони-Чаглич — 266 - Клиса — 73 - Ковачевац — 29 - Корита — 9 - Кукуневац — 233 - Ливаджяни — 7 - Липик — 2258 - Марино-Село — 312 - Поляна — 547 - Рибняци — 34 - Скендеровци — 4 - Стрижичевац — 18 - Субоцка — 12 - Филиповац — 373 - Шеовица — 307 - Ягма — 41 - Япага — 174 |       | [ 13 ] [ 14 ] |
| Пакрац хорв. Pakrac         |             | 358,00        | 8855                          | 8460                          | 45°26′14″ с. ш. 17°11′34″ в. д. | хорваты — 72,91 % сербы — 15,84 % итальянцы — 4,76 % чехи — 3,16 %                 | Список (42) - Бадлевина — 733 - Батиняни — 38 - Бранешци — 48 - Бьелайци — 0 - Брусник — 19 - Бучье — 17 - Велики-Бановац — 171 - Велики-Будичи — 4 - Главица — 12 - Горня-Обриеж — 81 - Горня-Шуметлица — 65 - Горни-Граховляни — 8 - Дереза — 13 - Дони-Граховляни — 33 - Доня-Обриеж — 235 - Доня-Шуметлица — 6 - Драгович — 64 - Капетаново-Поле — 35 - Котурич — 11 - Крагуй — 77 - Кричке — 19 - Кусоне — 308 - Липовац — 0 - Мали-Бановац — 13 - Мали-Будичи — 2 - Нови-Маюр — 104 - Ожеговци — 34 - Омановац — 147 - Пакрац — 4842 - Плоштине — 108 - Поповци — 10 - Пргомеле — 1 - Прекопакра — 1066 - Рогуле — 3 - Средни-Граховляни — 0 - Стари-Маюр — 24 - Шпановица — 23 - Тисовац — 4 - Торань — 75 - Цицваре — 0 - Цикоте — 7 - Яковци — 0 |       | [ 15 ] [ 16 ] |
| Плетерница хорв. Pleternica |             | 198,13        | 12 883                        | 11 323                        | 45°17′11″ с. ш. 17°48′06″ в. д. | хорваты — 97,64 % сербы — 1,42 %                                                   | Список (38) - Ашиковци — 91 - Бзеница — 96 - Билице — 188 - Блацко — 226 - Брджяни — 49 - Бресница — 218 - Бродски-Дреновац — 686 - Бучье — 318 - Бук — 192 - Весела — 159 - Вишковци — 234 - Врчин-Дол — 2 - Градац — 937 - Заградже — 492 - Зарилац — 176 - Кадановци — 213 - Калинич — 59 - Кнежци — 61 - Коморица — 188 - Кузмица — 454 - Лакушия — 78 - Мали-Билач — 21 - Михалевичи — 2 - Новоселци — 198 - Плетерница — 3418 - Плетернички-Михалевци — 15 - Пожешка-Копривница — 246 - Полое — 87 - Ратковица — 224 - Ресник — 307 - Свилна — 139 - Сесвете — 128 - Средне-Село — 285 - Сулковци — 537 - Трапари — 178 - Тулник — 22 - Фрклевци — 345 - Чосинцац — 54                                                                              |       | [ 17 ] [ 18 ] |
| Пожега хорв. Požega         |             | 133,91        | 28 201                        | 26 248                        | 45°19′59″ с. ш. 17°40′41″ в. д. | хорваты — 93,24 % сербы — 4,66 %                                                   | Список (31) - Алагинци — 198 - Банковци — 109 - Васине-Лазе — 29 - Видовци — 1582 - Голобрдци — 332 - Горни-Эмовци — 138 - Градски-Врховци — 46 - Дервишага — 890 - Дони-Эмовци — 181 - Дршковци — 411 - Комушина — 82 - Кривай — 79 - Куновци — 88 - Лазе-Прнявор — 10 - Мариндвор — 116 - Михалевци — 752 - Нова-Липа — 88 - Нови-Михалевци — 291 - Нови-Штитняк — 136 - Ново-Село — 432 - Пожега — 19506 - Сеоци — 108 - Стара-Липа — 213 - Турнич — 88 - Угарци — 57 - Црквени-Врховци — 30 - Чосине-Лазе — 27 - Шеовци — 121 - Шкрабутник — 22 - Штитняк — 54 - Эмовачки-Луг — 32 |       | [ 19 ] [ 20 ] |

## Общины
| Название                  | Изображение | Площадь | Население (по годам переписи) | Население (по годам переписи) | Координаты                      | Этн. состав                      | Населённые пункты (с численностью населения) | Карта | Прим.         |
| Название                  | Изображение | Площадь | 2001                          | 2011                          | Координаты                      | Этн. состав                      | Населённые пункты (с численностью населения) | Карта | Прим.         |
| ------------------------- | ----------- | ------- | ----------------------------- | ----------------------------- | ------------------------------- | -------------------------------- | --- | ----- | ------------- |
| Брестовац хорв. Brestovac |             | 279,53  | 4028                          | 3726                          | 45°19′50″ с. ш. 17°35′46″ в. д. | хорваты — 90,9 % сербы — 7,43 %  | Список (48) - Аматовци — 0 - Богдашич — 0 - Боломаче — 22 - Боричевци — 121 - Брестовац — 670 - Буснови — 104 - Вилич-Село — 157 - Вранич — 0 - Горни-Гучани — 53 - Дарановци — 183 - Дежевци — 157 - Долац — 203 - Дони-Гучани — 107 - Еминовац — 7 - Жигеровци — 7 - Завршье — 323 - Закорене — 187 - Ивандол — 139 - Каменска — 0 - Каменски-Шеовци — 0 - Каменски-Вучьяк — 6 - Копривна — 7 - Крушево — 0 - Куйник — 22 - Михайлие — 0 - Миячи — 18 - Мркопле — 0 - Ново-Звечево — 30 - Нурковац — 244 - Облаковац — 5 - Орлявац — 167 - Павловци — 190 - Пасиковци — 22 - Перенци — 42 - Подсрече — 34 - Пожешки-Брджяни — 66 - Расна — 7 - Рушевац — 2 - Сажие — 15 - Скендеровци — 187 - Слобоштина — 18 - Стриежевица — 9 - Црленци — 12 - Чечавац — 3 - Чечавачки-Вучьяк — 23 - Шнегавиц — 20 - Шушняри — 0 - Ягуплие — 137 |       | [ 21 ] [ 22 ] |
| Велика хорв. Velika       |             | 154,00  | 5888                          | 5607                          | 45°26′32″ с. ш. 17°39′56″ в. д. | хорваты — 95,15 % сербы — 3,92 % | Список (24) - Антуновац — 158 - Бишкупци — 354 - Братулевци — 25 - Велика — 2117 - Горни-Врховци — 10 - Долянци — 84 - Драга — 275 - Кантровци — 34 - Клиса — 0 - Лучинци — 53 - Марковац — 1 - Милановац — 45 - Миливоевци — 17 - Нежич — 1 - Оздаковци — 5 - Оляси — 63 - Полянска — 96 - Поточани — 182 - Радованци — 483 - Смоляновци — 3 - Стражеман — 231 - Торань — 173 - Тренково — 799 - Трновац — 398 |       | [ 23 ] [ 24 ] |
| Каптол хорв. Kaptol       |             | 90,00   | 4007                          | 3472                          | 45°25′54″ с. ш. 17°43′31″ в. д. | хорваты — 97,24 % чехи — 1,84 %  | Список (10) - Алиловци — 410 - Бешинци — 88 - Голо-Брдо — 325 - Доляновци — 244 - Каптол — 1409 - Комаровци — 177 - Нови-Бешинци — 83 - Подгорье — 253 - Рамановци — 215 - Чешляковци — 268 |       | [ 25 ] [ 26 ] |
| Чаглин хорв. Čaglin       |             | 179,00  | 3386                          | 2723                          | 45°20′55″ с. ш. 17°59′18″ в. д. | хорваты — 85,79 % сербы — 9,59 % | Список (31) - Велики-Билач — 36 - Влатковац — 85 - Вукоевица — 76 - Дарковац — 16 - Дедина-Риека — 129 - Добра-Вода — 16 - Доброгошче — 12 - Драганлуг — 3 - Дубока — 64 - Езеро — 8 - Ивановци — 20 - Имриевци — 29 - Кнежевац — 89 - Латиновац — 68 - Мигаловци — 129 - Миланлуг — 200 - Мокреш — 20 - Нова-Липовица — 37 - Нови-Зденковац — 10 - Нови-Лесковица — 486 - Пака — 33 - Рушево — 265 - Сапна — 77 - Сибоковац — 36 - Совски-Дол — 121 - Стара-Лесковица — 7 - Стари-Зденковац — 33 - Стойчиновац — 4 - Чаглин — 591 - Юрковац — 21 - Ясик — 2 |       | [ 27 ] [ 28 ] |
| Якшич хорв. Jakšić        |             | 43,70   | 4437                          | 4058                          | 45°21′28″ с. ш. 17°45′49″ в. д. | хорваты — 93,59 % сербы — 4,04 % | Список (10) - Бертеловци — 151 - Гране — 91 - Радновац — 203 - Райсавац — 313 - Светиня — 67 - Текич — 231 - Трештановци — 257 - Церовац — 228 - Эминовци — 640 - Якшич — 1877 |       | [ 29 ] [ 30 ] |